# Маруаль (сир)
Маруа́ль (фр. Maroilles), Маро́й (фр. Marolles) — французький сир із коров'ячого молока із м'якою пружною м'якоттю і відмитою кірочкою. Сир часто називають «Диво Мароя» (фр. La Merveille de Maroilles) — за назвою села Марой на півночі Франції.

## Історія
Сир відомий з давніх часів. Його любили багато французьких королів, в том числі Філіп II, Людовик IX, Карл VI і Франциск I. 17 липня 1955 року за ним закріпили назву Марой, а 1976 року він отримав категорію AOC. У Франції виробляють близько 20 сирів цього виду.

## Виготовлення
Головка сиру має форму булижника. Виготовляють головки сиру чотирьох видів:
| Вид головки               | Розміри, см | Товщина, см | Вага, г | Час дозрівання, тиж |
| ------------------------- | ----------- | ----------- | ------- | ------------------- |
| «великий булижник» (pave) | 12,5—13     | 6           | 720     | 5                   |
| «сорбе» (sorbais)         | 12—12,5     | 4           | 540     | 4                   |
| «міньон» (mignon)         | 11—11,5     | 3           | 380     | 4                   |
| «четвертинка» (quart)     | 6—6,5       | 3           | 180     | 3                   |

Для того, щоб на поверхні сиру не утворювалася пліснява, його під час дозрівання періодично перевертають і натирають соляним розчином. Головка готового сиру має жовтий, помаранчевий або червоний колір і покрита блискучою кірочкою. Під кірочкою знаходиться однорідна м'якоть, більш ніжна до серцевини. Сир має жирність 45 %.
Смак сиру можна визначити як «гострий», «сильний» і «терпкий». Він має специфічний запах і смак, до нього потрібно звикнути, оскільки він не завжди подобається з першого разу.
Із Мароя, котрий не вийшов вищої категорії, виготовляють інші сири, наприклад, Булет д'Авен (фр. Boulette d'Avesne).
Марой вживають із винами Lalande-de-Pomerol, Chateau-neuf du pape, Cahors та Moulis. На півночі Франції його часто вживають з пивом і сидром. Сир подають перед десертом із пшеничним хлібом, а також використовують при виготовленні салатів та інших страв.

## Вйо-Лілль
Вйо-Лілль (фр. vieux-lille, «старий Лілль») — один із різновидів сиру марой, що виготовляють в Нор-Па-де-Кале і Пікардії. Щоб отримати Вйо-Лілль, Марой протягом трьох місяців вимочують у розсолі. Це дуже солений сир із різким запахом. Інші назви Вйо-Лілль: puant de Lille — «лілльський сморідний», gris de Lille — «лілльський сірий», puant macéré — «смердючий вимочений», fromage fort de Béthune — «міцний бетюнський сир» та maroilles gris — «сірий марой».
В минулому цей гострий сир із сильним запахом вважався їжею бідняків, робітників і, особливо, шахтарів.
Головка Вйо-Лілль має форму квадратного блоку 13 на 13 см і 5–6 см у висоту, важить 800 г. Колір головки сірий. Хоча сирна м'якоть і не розвалюється при нарізанні, вірно буде назвати Вйо-Лілль напівтвердим сиром.
Раніше виготовлявся тільки взимку, тепер — протягом всього року. Вйо-Лілль може вживатися в кінці сирної страви або окремо; місцеві жителі їдять його із міцним пивом або чорною кавою. Підходящі вина — Cabernet Merlot, червоне вино Backsberg Estate 1999.
5 листопада 1986 року Вйо-Лілль був названо регіональним продуктом Нор-Па-де-Кале (label régional Nord-Pas-de-Calais).